# Otapalo
Otapalo je kapljevina koja može otapati različite tvari i stvarati otopine. Otapalo je sastojak otopine kojeg ima u većoj količini od ostalih sastojaka.
U širem smislu, u otapalo se može ubrojiti u kemijski reagens koji kemijskom reakcijom prevodi čvrste tvari u otopine (npr. mineralne kiseline koje otapaju metale).
U užem smislu pojam otapala se ograničava na organska otapala, hlapljive tekućine različita sastava.

## Vrste otapala
Otapala se dijele na polarna otapala (s visokom dielektričnom konstantom), npr. dimetil-sulfoksid, (CH3)2SO, i nepolarna otapala (s niskom dielektričnom konstantom), npr. ugljikovodici. Najviše upotrebljavano polarno otapalo je voda.
U kemijskim laboratorijima i u industriji za otapanje masti, ulja, smola, kaučuka, voskova, lakova, celuloznih derivata i sl. upotrebljavaju se različiti ugljikovodici, alkoholi, esteri, glikol-eteri, aceton, kloroform, trikloretilen, ugljik-tetraklorid, benzen i njegovi homolozi kao toluen i ksileni, i dr. Mnoga organska otapala vrlo su zapaljiva, pare su im otrovne i u smjesi sa zrakom lako eksplodiraju.

## Svojstvo otapanja
Za uspješnost otapanja dovoljno je da su veze između čestica otapala podjednake vezama između čestica tvari koja se otapa, kao što je to kod kemijskih spojeva slična sastava i građe. Tako će se slabo polarne ili nepolarne tvari (s ugljikovodičnim lancem, npr. masti) lako otapati u nepolarnim otapalima kao što su ugljikovodici, a polarne tvari, npr. anorganske soli, otapat će se dobro u vodi. Za uspješnost otapanja neke tvari ključno je svojstvo otapala kako ono solvatizira (okružuje) čestice otopljene tvari, da li je to proces u kojem se energija oslobađa.
Otapala se primjenjuju pri provođenju kemijsko-tehnoloških operacija i separacijskih tehnika (ekstrakcija, ekstrakcijska destilacija), kao medij za odvijanje mnogih vrsta kemijskih reakcija, kao sastavni dijelovi lakova, tiskarskih boja i ljepila, za odmašćivanje metala i pri kemijskom čišćenju tekstila. Pri ocjeni uporabne vrijednosti otapala treba uzeti u obzir i njihovu zapaljivost i fiziološki učinak.